# California United Strikers Football Club
California United FC é uma agremiação esportiva da cidade de Fullerton, Califórnia. Atualmente é membro da National Independent Soccer Association.

## História
O clube foi anunciado no dia 10 de maio de 2017 como franquia de expansão da North American Soccer League. Com o cancelamento da temporada 2018 da NASL, o clube disputará a UPSL em 2018 sob o nome de California United FC II.

## Estatísticas

### Participações
|  | Participações em 2020 |

| Competição     | Competição               | Temporadas | Melhor campanha  | Estreia | Última | P | R |
| Estados Unidos | Lamar Hunt U.S. Open Cup | 1          | Estreante (2020) | 2020    | 2020   |   | – |